# Forum Trajana

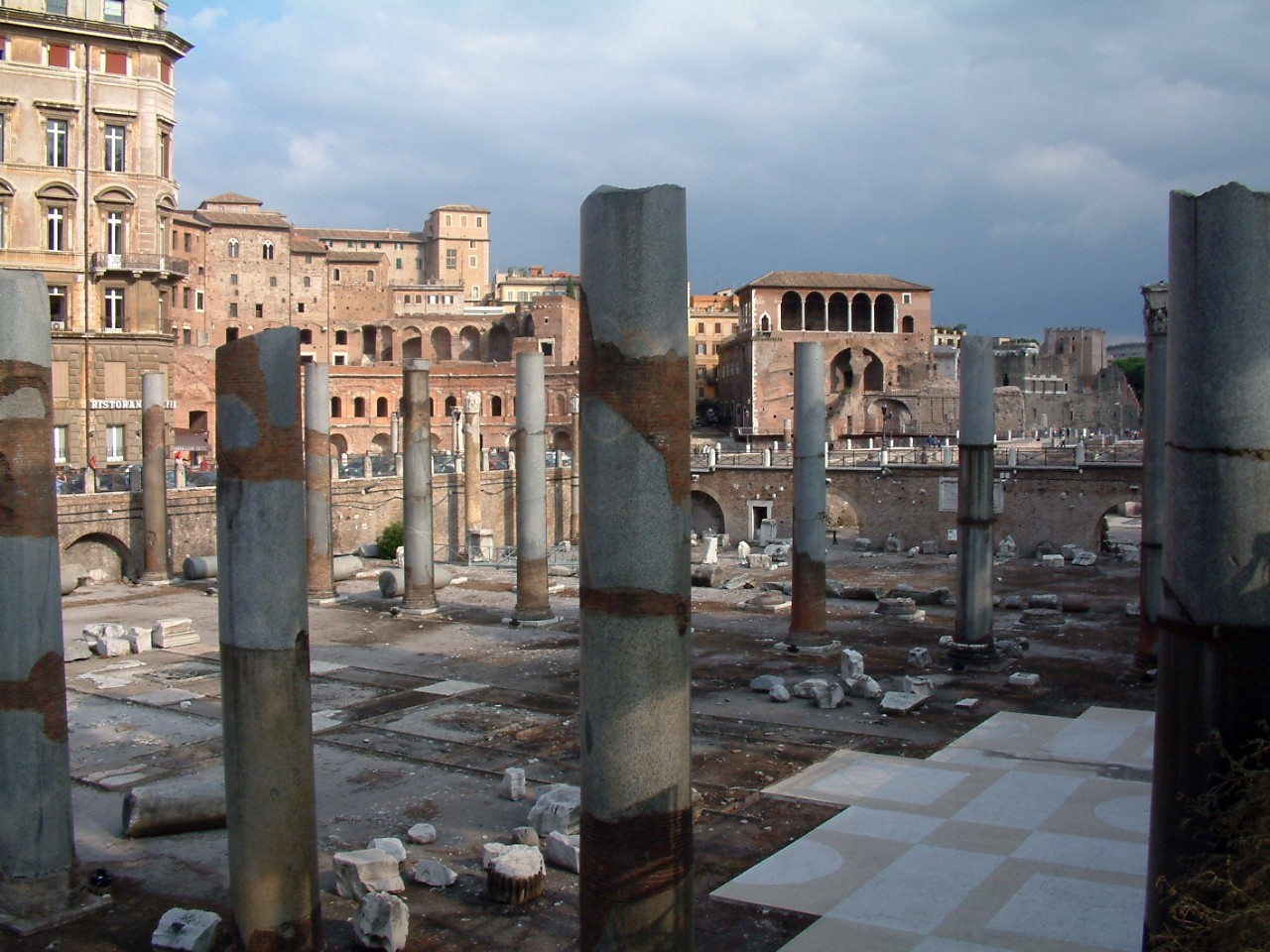
Ruiny Bazyliki Ulpia na Forum Trajana

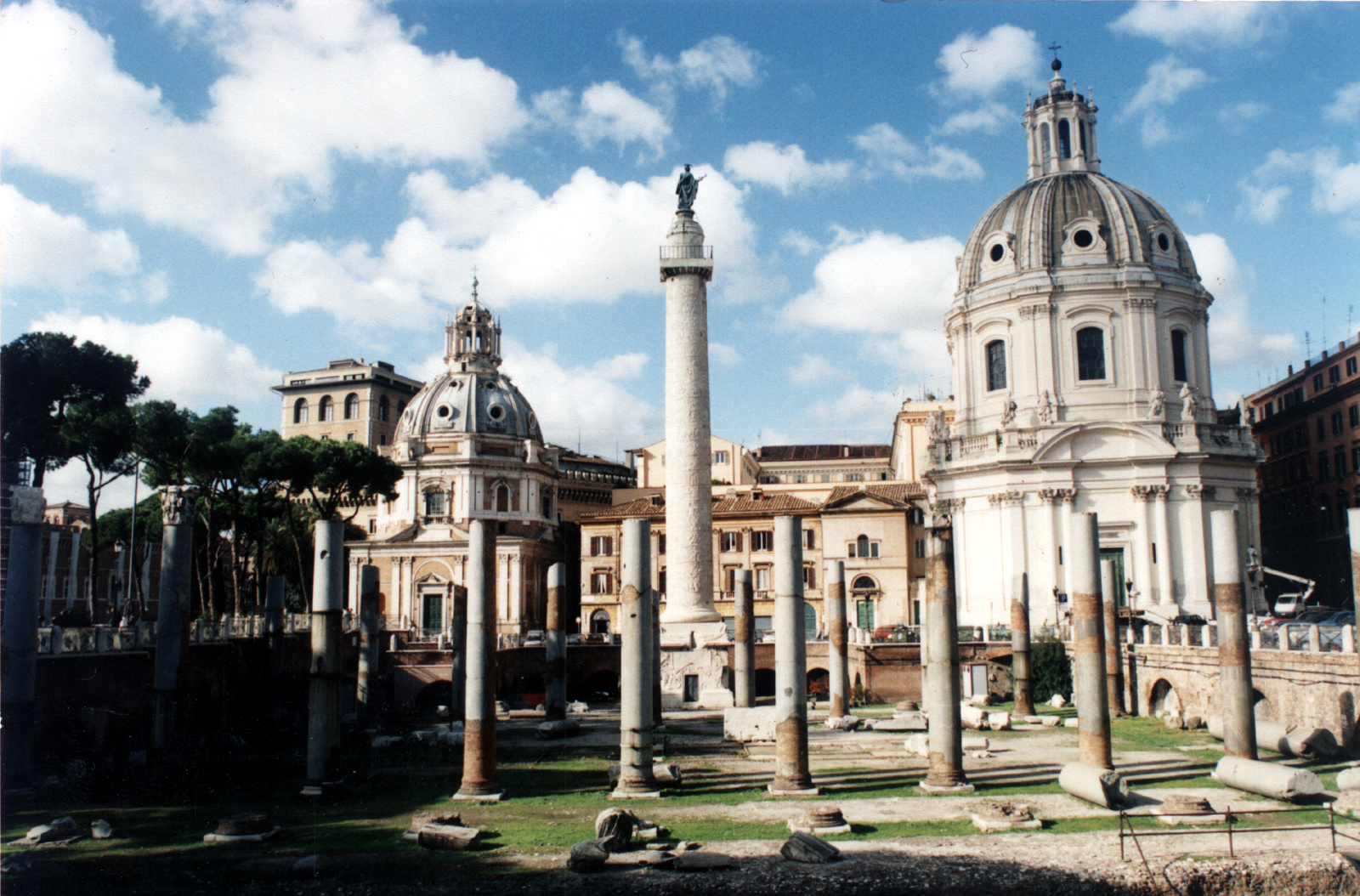
Forum Trajana

Forum Trajana (łac. Forum Traiani) – największe (zajmuje plac o wymiarach ok. 300 na 185 m) i najpóźniej zbudowane rzymskie forum w sąsiedztwie Forum Augusta i Forum Cezara, pomiędzy wzgórzami Kapitol i Kwirynał. 
Jego fundatorem był Trajan, a projektantem Apollodoros z Damaszku. Budowę rozpoczęto w 107 r., uroczyste otwarcie placu oraz poświęcenie wzniesionej na nim Kolumny Trajana odbyło się 18 maja 113 roku. 
Wejście  prowadziło z Forum Augusta przejściem pod łukiem triumfalnym. Sam plac wyłożony był płytami z marmuru. Pośrodku stał pomnik konny Trajana. Ściany boczne zamykały eksedry i portyki zdobione wizerunkami sławnych Rzymian, na attyce umieszczono posągi Daków. Naprzeciwko wejścia wybudowana została Bazylika Ulpia, a za nią pobudowano biblioteki: grecką i łacińską, pomiędzy którymi wzniesiono Kolumnę Trajana. Tym samym cesarz odstąpił od tradycji poprzedników, budując na ufundowanym przez siebie rynku nie świątynię, tylko bazylikę i biblioteki.
Już po śmierci Trajana cesarz Hadrian ufundował dedykowaną mu świątynię na półkolistym placu znajdującym się na przedłużeniu osi głównej forum, za budynkami bibliotek. Poza terenem forum, po jego północno-wschodniej stronie, znajdowały się Hale Targowe Trajana, które wybudowano nim powstało forum.